# 코리던 (인디애나주)
코리든 (Corydon)은 미국, 인디애나주, 해리슨 군에 있는 도시이다. 1808년에 설립된 코리든은 인디애나 주의 최초 주도로서 알려진 상태이다. 1813년 5월 1일부터 1816년 12월 11일까지 인디애나 준주의 두 번째 주도였다. 인디애나가 정식 주가 된 후 인디애나폴리스로 주도가 옮겨졌을 때인 1825년 1월 10일까지 주도로서 역할을 수행하였다. 코리든은 현재 해리슨군의 군청 소재지로 남아있는 상태이며 2000년의 인구는 2,715명이었다.

## 인구
| 인구조사              | 인구  | Note  | %±    |
| --------------------- | ----- | ----- | ----- |
| 1850년                | 462   |       | —     |
| 1870년                | 747   |       | —     |
| 1880년                | 763   |       | 2.1%  |
| 1890년                | 880   |       | 15.3% |
| 1900년                | 1,610 |       | 83.0% |
| 1910년                | 1,703 |       | 5.8%  |
| 1920년                | 1,785 |       | 4.8%  |
| 1930년                | 2,009 |       | 12.5% |
| 1940년                | 1,865 |       | −7.2% |
| 1950년                | 1,944 |       | 4.2%  |
| 1960년                | 2,701 |       | 38.9% |
| 1970년                | 2,719 |       | 0.7%  |
| 1980년                | 2,724 |       | 0.2%  |
| 1990년                | 2,661 |       | −2.3% |
| 2000년                | 2,715 |       | 2.0%  |
| 2010년                | 3,122 |       | 15.0% |
| 2019 (추산)           | 3,201 | [ 2 ] | 2.5%  |
| U.S. Decennial Census |       |       |       |

## 참고
1. ↑  U.S Cencus Bureau - Corydon town, Indiana 보관됨 2020-02-16 - archive.today, 2010년 8월 2일 확인함
2. ↑  “Population and Housing Unit Estimates”. United States Census Bureau. 2020년 5월 24일. 2020년 5월 27일에 확인함.
3. ↑  “Census of Population and Housing”. Census.gov. June 4, 2015에 확인함.